# Patrick Spiegelberg
Patrick Spiegelberg (født i 1984 i København, Danmark) er en dansk sanger, sangskriver, danser, koreograf, showproducer

## Karriere
I løbet af sin karriere har Patrick Spiegelberg optrådt på klubber, i tv, til koncerter og i musicals, både som solist og for forskellige artister og bands. Han begyndte at optræde allerede i en meget ung alder. I foråret 2003 deltog han i den 3. sæson af det danske realityshow Popstars som blev sendt på TV 2 og TV 2 Zulu. Her vandt han en plads i Danmarks nye boyband Fu:el som dog blev opløst året efter.
Patrick Spiegelberg repræsenterede Danmark i Eurovision Dance Contest 2008 i Glasgow, Storbritannien, sammen med Katja Svensson. De endte på en 6. plads, men vandt dommernes afstemning. Fra 2007 til 2010 arbejdede han som koreograf og danser for popgruppen Infernal i forbindelse med deres turnéer. Han har også arbejdet som danser og koreograf for Medina og Alphabeat.
Fra 2010 til 2012 var Patrick, under navnet Rick Spiegel, en af frontfigurerne i pop- og dancegruppen Fanfare sammen med Anja Akselbo (kunstnernavnet Anya Axel). Gruppen udgav sangen "Made In Heaven" og fungerede som fast danse- og performanceensemble på Remees natklub ZEN i København.
Siden 2012 har Patrick Spiegelberg sammen med Jonas Worup arrangeret showet Kabaret Hemmelig, hvor mange både kendte og ukendte kunstnere har optrådt, bl.a. flere af deltagerne i Dansk Melodi Grand Prix 2014, eksempelvis saxofonisten Michael Rune og sangeren Danni Elmo.
I 2013 samarbejdede Patrick Spiegelberg (som Glamboy P) med Lynx & Pico på singlen "Rockin Your Bed", som de også lavet en musikvideo til.
Patrick Spiegelberg var, sammen med Jonas Worup, Lina Rafns gæstedommer i bootcampen til Danmarks X Factor i 2014. Efterfølgende var han med til at skrive to sange, "Stick Together" og "Lonely Heart", til X Factor 2014-vinderne Anthony Jasmin. Gruppen optræder også i en Telenor-reklame, som Patrick har koreograferet og instrueret.
I 2014 deltog Patrick Spiegelberg, med sit kunstnernavn Glamboy P, i Dansk Melodi Grand Prix på DR1 med sangen "Right By Your Side", skrevet af de svenske sangskrivere Mathias Kallenberger, Andreas Berlin og Jasmine Anderson.
Patrick Spiegelberg har arbejdet som vocal producer og koreograf for Cisilia. Han har også arbejdet som vært på flere arrangementer, herunder DM Poledance i 2013 og 2014, Copenhagen Pride i 2014 og 2015, Copenhagen Winter Pride i 2015, DM i Strip i 2016, Party like Gatsby-festen i 2016 og velgørenhedsarrangementet Alle har ret til varmt tøj i 2014. I 2015 arbejdede Patrick Spiegelberg som kreativ direktør på natklubben Klosteret i København og fra 2016 arbejder han bl.a. som ansvarlig for eventbureauet StandOutCrowd, som leverer forskellige showproduktioner.
Sangen "Dig og mig mod verden", som Patrick Spiegelberg har skrevet i samarbejde med Engelina Andrina, er blevet valgt som årets Pride-sang til Copenhagen Pride 2015.

### Musicals
| År        | Musical    | Teater           |
| --------- | ---------- | ---------------- |
| 2007-2008 | Chicago    | Det Ny Teater    |
| 2008      | Matador    | Operaen          |
| 2012      | Stupid man | Bellevue Teatret |

### TV-optrædener
| År   | Kanal   | Tv-show                        | Detaljer                                |
| ---- | ------- | ------------------------------ | --------------------------------------- |
| 2003 | TV 2    | Popstars                       | Fu:el                                   |
| 2003 | DR      | Junior Eurovision Song Contest | Fu:el som åbningsoptræden               |
| 2006 | Kanal 5 | Kan du danse?                  | danser                                  |
| 2008 | DR      | Eurovision Dance Contest 2008  | deltager for Danmark                    |
| 2009 | DR1     | Dansk Melodi Grand Prix        | danser for Trine Jepsen                 |
| 2010 | TV 2    | De fede trin                   | danser                                  |
| 2010 | TV 2    | De største øjeblikke           | Fanfare                                 |
| 2010 | TV 2    | Året der gik                   | Fanfare                                 |
| 2011 | TV3+    | Danmark om natten              | Fanfare                                 |
| 2014 | DR1     | X Factor 2014 (Danmark)        | gæstedommer til bootcampen i 2 episoder |
| 2014 | DR1     | Dansk Melodi Grand Prix        | deltager                                |
| 2014 | DR2     | Søndag live                    | talkshow gæst                           |
| 2014 | DR3     | Langt ude                      | talkshow gæst i 6 episoder              |
| 2015 | DR1     | Aftenshowet                    | talkshow gæst                           |
| 2015 | DR3     | Pornoquizzen                   | gameshow gæst                           |

### Værtsjob
- DM i Poledance 2013
- Copenhagen Pride 2014
- Alle har ret til varmt tøj 2014
- DM i Poledance 2014
- Copenhagen Winter Pride 2015
- Copenhagen Pride 2015
- DM i Strip 2016
- MiGP (Musikvidenskabs årlige Melodi Grand Prix) 2016
- Party like Gatsby 2016

## Diskografi

### Singler
- 2003: "Please Please" (Fu:el)
- 2003: "Next Summer" (Fu:el)
- 2008: "That Kind of Punk" (Patrick Spiegelberg)[7]
- 2009: "Jeg Er Også en Perle" (Perlekæden)[35]
- 2010: "Die On the Disco" (Patrick Spiegelberg)[36]
- 2011: "Made In Heaven" (Fanfare)
- 2012: "Whatever It Takes" (Stokk, Preben & Pøllemand feat. Patrick Spiegelberg)[37]
- 2013: "Rockin Your Bed" (Lynx & Pico feat. Glamboy P)
- 2014: "Right By Your Side" (Glamboy P)
- 2015: "Dig Og Mig Mod Verden" (Patrick Spiegelberg)

### Album
- 2003: "Next, Please" (Fu:el)

### Andre optrædener
- 2010: "Open Air (Intro Mix)" (Vendelboe feat. Patrick Spiegelberg) - fra opsamlingsalbum The Sound of IN Volume 9[38]
- 2014: "Right By Your Side (Karaoke Version)" - fra opsamlingsalbum Dansk Melodi Grand Prix 2014

### DVD
- 2009: "Electric Cabaret" (Infernal) - danser og koreograf[39]